# Pachora
Pachora es una ciudad y  municipio situada en el distrito de Jalgaon en el estado de Maharashtra (India). Su población es de 59609 habitantes (2011). Se encuentra a orillas del río Hivra.

## Demografía
Según el censo de 2011 la población de Pachora era de 59609 habitantes, de los cuales 30958 eran hombres y 28651 eran mujeres. Pachora tiene una tasa media de alfabetización del 82,15%, inferior a la media estatal del 82,34%: la alfabetización masculina es del 86,67%, y la alfabetización femenina del 77,33%.